# Winter Olympics: Lillehammer 94
Winter Olympics är ett TV-spel till bland annat Sega Mega Drive släppt 1993. Winter Olympics är det officiella spelet för olympiska vinterspelen 1994 i Lillehammer i Norge.
Man kan tävla i tio olika grenar i spelet.

## Grenar
- Störtlopp
- Storslalom
- Super G
- Slalom
- Bob
- Rodel
- Puckelpist
- Backhoppning
- Skidskytte
- Short track

### Fotnoter
1. ↑  Joachim Froholt (1 februari 2014). ”For 20 år siden feiret vi OL på Lillehammer med et britisk vintersportsspill” (på norska). Game. https://www.gamer.no/artikler/tilbakeblikk-winter-olympics-lillehammer-94/156448. Läst 4 april 2017.